# Centre polyvalent Lumo
Le centre polyvalent Lumo (finnois : Monitoimikeskus Lumo) est centre culturel et sportif du quartier de Korso à Vantaa en Finlande,.

## Présentation
Le centre polyvalent Lumo est un centre culturel et sportif achevé en 2003.
L'architecte du nouveau bâtiment était P&R arkkitehdit. 
Le centre organise, entre autres, des représentations théâtrales, des concerts, des expositions, des études, des conférences et des séminaires et des événements sportifs. 
Le centre dispose d'une salle Lumosali de 325 places pour les grands événements publics. Il existe également des possibilités polyvalentes pour pratiquer les arts et les sports et organiser divers événements privés. 
Les locaux du centre abritent la bibliothèque de Lumo gérée par la bibliothèque municipale de Vantaa et le lycée de Lumo géré par l'établissement d'enseignement de la ville. 
Environ un demi-million de personnes passent au centre chaque année.
L'éducation dans divers domaines artistiques est proposée à Lumo par l'école de jeu musical Lystileikki, l'école de théâtre et de cirque de Tikkurila, l'école des beaux-arts de Vantaa, le conservatoire de musique de Vantaa et l'école de danse de Vantaa. 
Le centre abrite également la ferme de la jeunesse de Korso, le bureau Vantaa-info et le bureau régional des services de la jeunesse de Vantaa.

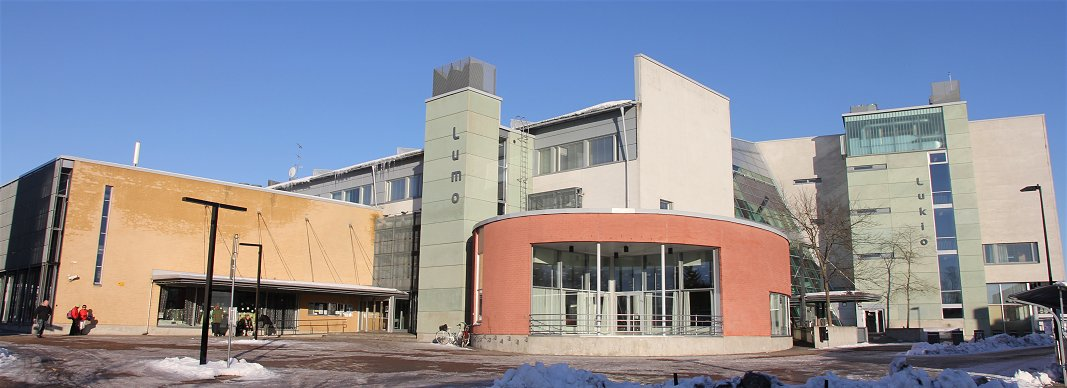
Le centre polyvalent Lumo.